# Austin Spika
Austin James Spika (Racine (Wisconsin), 3 oktober 1988) is een Amerikaans componist en slagwerker.

## Levensloop
Spika is een bekend slagwerker en werkt in verschillende ensembles en orkesten in de regio Racine (Wisconsin) en Milwaukee. Onder andere speelde hij als slagwerker in het University of Wisconsin Wind Ensemble en het University of Milwaukee Youth Jazz Ensemble mee. Hij studeerde bij Mike Tomaro, Mark Pulice en jazz drum set artiest en leraar Steve Houghton. Tegenwoordig studeert hij jazz performance aan het Columbia College in Chicago. Samen met Donald J. Young publiceerde hij in 2007 zijn eerste compositie Rim Shot voor harmonieorkest.